# Нідервайлер (Рейн-Гунсрюк)
Нідервайлер (нім. Niederweiler) — громада в Німеччині, розташована в землі Рейнланд-Пфальц. Входить до складу району Рейн-Гунсрюк. Складова частина об'єднання громад Кірхберг.
Площа — 4,81 км2. Населення становить 397 ос. (станом на 31 грудня 2020).